# Biesiec (Łódź)
Pour les articles homonymes, voir Biesiec.
Biesiec est une localité polonaise de la gmina de Złoczew, située dans le powiat de Sieradz en voïvodie de Łódź.